# Hans Rudolf Schulze
Hans Rudolf Schulze (* 4. Juli 1870; † 1951) war ein deutscher Landschaftsmaler und Illustrator.

## Leben
Er wirkte als Professor an der Kunstgewerbeschule Hamburg und entwarf unter anderem Bildpostkarten für den Deutschen Luftflottenverein.

## Bekannte Werke (Auswahl)

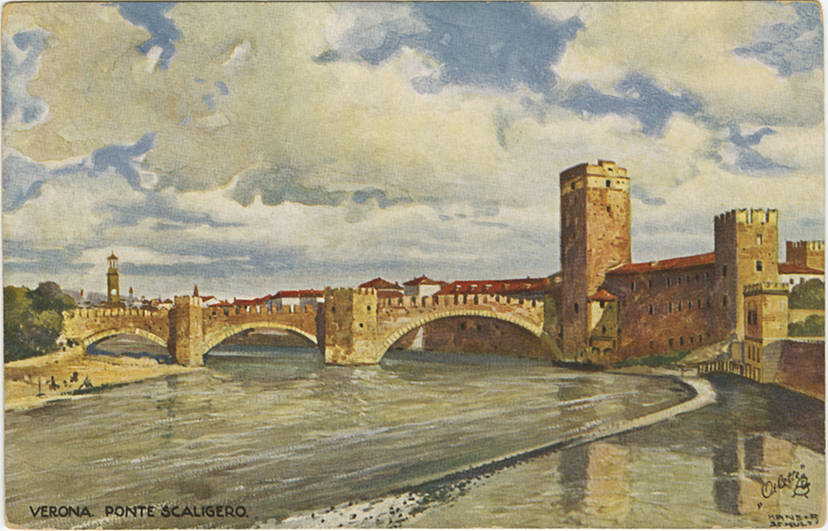
Die Ponte Scaligero in Verona;
Oilette-Bildpostkarte; Raphael Tuck & Sons

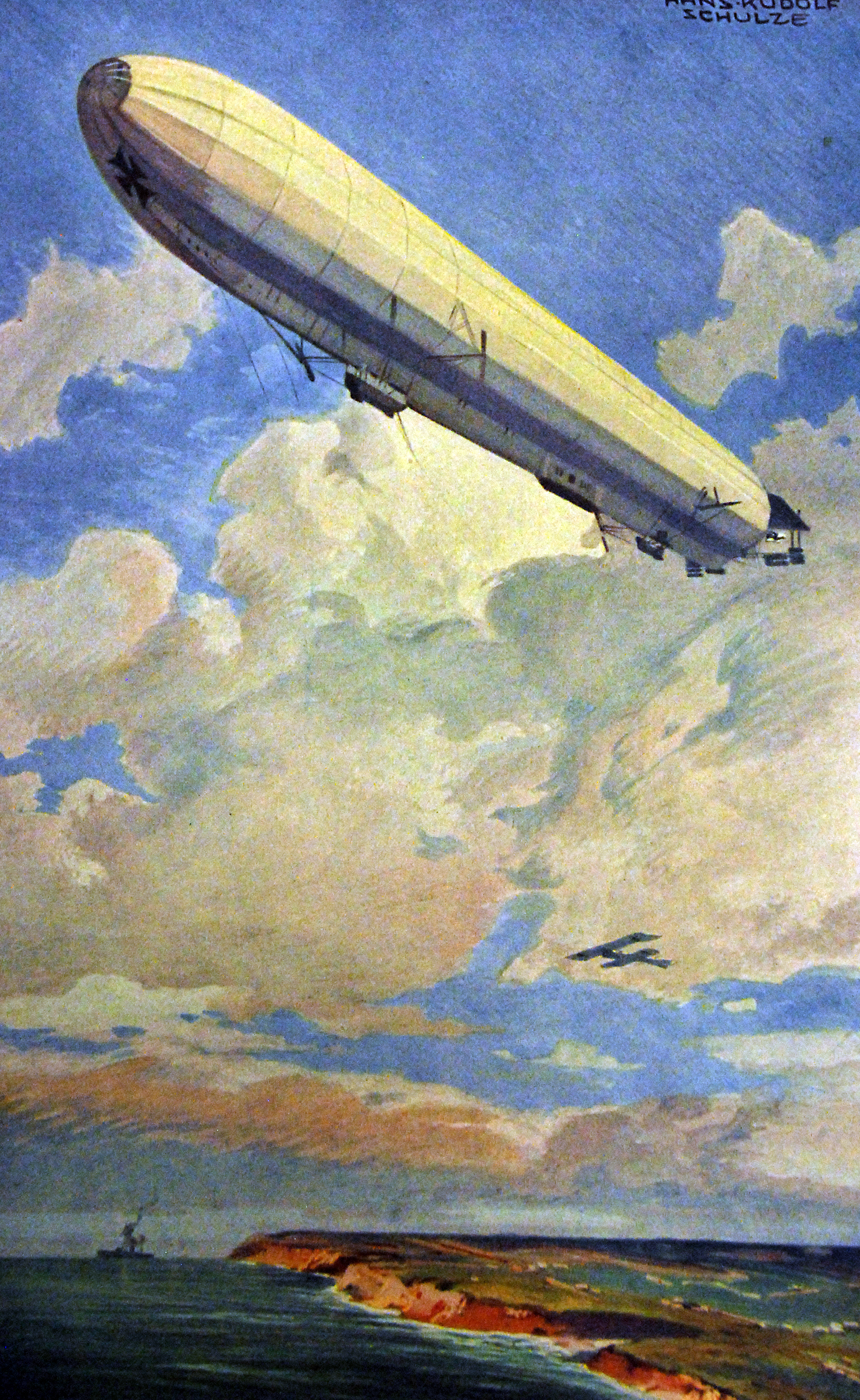
„Unsere Flotte im Weltkrieg“; Reichsmarineluftschiff über der Ostseeküste;
National Museum of the U.S. Navy; Library of Congress

- Hans Rudolf Schulze, Paul Lindenberg: Cairo. Bilder und Studien. Stengel, Dresden 1909
- Burgen und Schlösser des Rhein-, Lahn- und Moseltales. 12 Original-Steinzeichnungen mit einem Vorwort von Bodo Ebhardt und Erläuterungen von Ferdinand Luthmer. Deutscher Verlag, Berlin 1913 (Digitalisat).
- Unsere Luftflotte im Weltkriege 1914/1915. Sechs farbige Bilder nach Originalen von Hans Rudolf Schulze. Deutscher Luftflottenverein, Berlin 1915.
- Heinrich Brenne, Ewald Reincke, Karl H. Schröder, Fritz Droop: Unser Seekriegsbuch. 5 Erzählungen. Mit Vollbildern und Zeichnungen von Prof. Hans Rudolf Schulze Berlin und Marinemaler C. Schön (= Montanus-Jugendbücher Band 2). Montanus, Siegen / Berlin / Leipzig 1915 (Digitalisat)

## Archivalien
Archivalien von und über Hans Rudolf Schulze finden sich beispielsweise
- im Landesarchiv Berlin im Kontext A Pr.Br.Rep. 030 Polizeipräsidium Berlin >> 03. Politische Angelegenheiten >> 03.39. Geheime Präsidialregistratur Titel 94 (ehemals, noch aufzulösen) für die Laufzeit von 1907 bis 1919, Archivaliensignatur A Pr.Br.Rep. 030 Nr. 13610 [1]